# Rohrwiller
Rohrwiller é uma comuna francesa na região administrativa de Grande Leste, no departamento Baixo Reno. Estende-se por uma área de 2,95 km². Em 2010 a comuna tinha 1 640 habitantes (densidade: 555,9 hab./km²).